# 콜래트럴 데미지
《콜래트럴 데미지》(영어: Collateral Damage)는 2002년 2월 개봉한 아널드 슈워제네거 주연의 미국 액션 영화이다. 본래는 2001년 9월 개봉 예정이었으나, 911 테러가 발생하여 테러를 소재로 한 영화이기에 무기한 연기되었다가 수개월이 지난 2002년 2월에 개봉하였다.

## 줄거리
LA 소방관인 고든 브루어는 콜롬비아 영사관 폭탄 테러로 아내와 아들을 잃고 큰 부상을 입는다. 테러를 자행한 '엘 로보(늑대)'라는 자는 테러를 정당화하며 미국을 비난한다. FBI는 엘 로보를 콜롬비아 테러리스트 클라우디오 페리니로 지목하지만, 수사에 진전이 없자 브루어는 직접 복수에 나선다.
브루어는 클라우디오를 찾아 콜롬비아로 향하지만 불법 입국 혐의로 체포된다. 그는 감옥에서 탈출하고, 마약 밀매업자를 통해 게릴라 자금줄인 코카인 생산 시설을 파괴한다. 클라우디오의 은신처에 침입하여 폭탄을 설치하려다 셀레나와 그녀의 아들 마우로를 구하려다 붙잡힌다. 셀레나는 클라우디오의 아내였고, 과거 미국 공격으로 딸을 잃은 후 복수심에 불타 테러를 계획하게 된 것이었다. 셀레나는 브루어에게 공감하며 클라우디오가 워싱턴 D.C.에서 또 다른 폭탄 테러를 계획 중임을 알려준다.
미국으로 돌아온 셀레나는 워싱턴 D.C. 테러 계획을 돕는 듯 하지만, 브루어는 그녀의 행동을 통해 셀레나가 테러의 주모자 '엘 로보'임을 깨닫는다. 브루어는 그녀가 국무부 건물에 폭탄을 설치했다는 사실을 알아내고 폭탄을 제거하지만, 셀레나는 도주한다. 국무부 지하에서 브루어는 셀레나와 클라우디오를 추격하여, 결국 셀레나를 감전시켜 죽이고, 클라우디오 또한 살해한다. 테러를 막은 브루어는 대통령 훈장을 받게 된다.

## 출연
- 아널드 슈워제네거 - 고디 브루어(Gordy Brewer)
- 프란체스카 네리 - 셀레나 페리니(Selena Perrini)
- 클리프 커티스 - 클라우디오 페리니(Claudio Perrini)
- 엘리어스 코티스 - 피터 브란트(Peter Brandt)
- 존 레귀자모 - 펠릭스 라미레스(Felix Ramirez)
- 존 터투로 - 숀 암스트롱(Sean Armstrong)
- 린지 프로스트 - 앤 브루어(Anne Brewer)

## 한국판 성우진(SBS) (2005년 7월 23일)
- 이정구 - 고르디 브루워(아널드 슈워제네거)
- 윤소라 - 셀레나(프란체스카 네리)
- 박상일 - 국무 차관(메디슨 메이슨)
- 한상덕 - 브랜트의 동료 요원(로드리고 브레곤)
- 최옥희 - 국무 장관(밀리 슬래빈)
- 최문자 - 앤(린지 프로스트)
- 윤병화 - 브랜트의 동료 요원(제라도 알바란)
- 장승길 - 피터 브랜트(엘리어스 코티스)
- 김익태 - 핍스(미겔 샌도벌)
- 이명선 - 맷(에단 댐프)
- 김아영 - 요원(제인 린치)
- 김용준 - 드레이(해리 레닉스)
- 송준석 - 울프(클리프 커티스) / 암스트롱(존 터투로)
- 이상범 - 잭(마이클 밀호언) / 펠릭스(존 레귀자모)
- 김정은 - 로비(릭 워시) / 로먼(주 가르시아)